# Бельгійська кухня
Бельгійська кухня дуже різноманітна. Вона подібна до французької.
Бельгійці віддають перевагу сезонним і регіональним продуктам, тому навіть у такому невеликому королівстві помітні відмінності в регіональних кухнях. У прибережних регіонах переважають страви з риби і морепродуктів, в Арденнах частіше використовують дичину. Регіональні кухні обох конфліктуючих між собою регіонів — Фламандського і Валлонського — мають свої особливості і різноманітність страв. У кожного регіону — своя фірмова страва. В Остенде — це морський суп із молюсків; в Антверпені — варений вугор із зелениною; у Льєжі — смажений заєць із вишневим сиропом; а країна загалом славиться безліччю сортів картоплі-фрі.
Бельгійська кухня знаменита в першу чергу шоколадом, вафлями, картоплею фрі та пивом. У Бельгії знаходиться найбільша кількість зоряних ресторанів на квадратний кілометр. Адже є ще і трюфельні цукерки. І відома мінеральна вода з курортного містечка Спа, і ялівцева самогонка «Женевр». Нічого й говорити про славнозвісне бельгійське пиво — тут налічується більш ніж 1000 його офіційно зареєстрованих сортів, причому чи не на кожен сорт існує окремий різновид кухлю.

## Типові страви

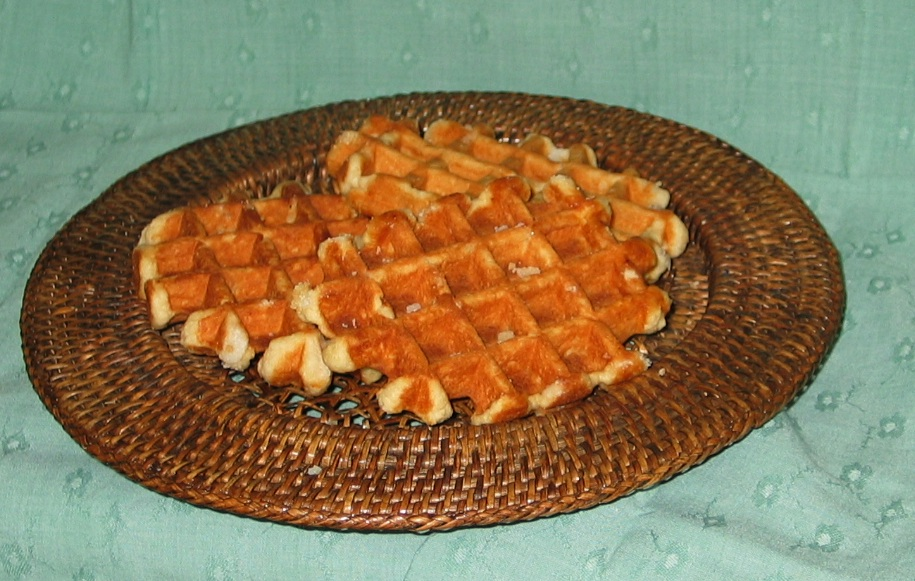
Льєзькі вафлі

- Carbonade flamande — тушковане м'ясо в темному пиві
- Lapin à la Geuze — заєць в пиві
- Moules Frites — молюски зі смаженою картоплею
- Waterzooi — рагу з риби або курки

## Огляд
Типова бельгійська сім'я приймає їжу тричі на день: сніданок між 6.30 і 9.00, обід в 12.00-12.30 і вечеря в 18.00-20.00, при цьому на сніданок і вечерю сім'я зазвичай збирається разом, а обід їдять в школі або на роботі. Як і в інших європейських країнах, в Бельгії прийнято використовувати європейські столові прилади.
Сніданок являє собою звичайний континентальний сніданок, що складається з бутербродів з сиром і ковбасою або джемом і медом, яєчні або варених яєць і чашки кави/чаю.
У Бельгії немає чіткого поділу на обідні страви та страви на вечерю, хоча вечеря зазвичай більш ситна. До цих прийомів їжі додається кухоль пива або вина та хліб. Як основну страву зазвичай подають м'ясо, рибу або морепродукти, на гарнір — картопля і овочі, причому перевага надається сезонним овочам, вирощеним в Бельгії. Популярні також супи-пюре або ситні густі юшки, як ватерзой. На десерт подають солодкі страви або ж сири. Типовим фастфудом є картопля фрі, яку бельгійці зазвичай їдять з майонезом. Також у кіосках продають бельгійські вафлі, морепродукти та приготовані равлики.
| Прапор Бельгії | Це незавершена стаття про Бельгію. Ви можете допомогти проєкту, виправивши або дописавши її. |